# Indsche Wojwoda (Dorf)
Indsche Wojwoda (bulgarisch Индже войвода) ist ein bulgarisches Dorf in der Gemeinde Sosopol, Provinz Burgas. Das Dorf liegt am Iswor-Fluss (Zufluss des Ropotamo) in der Hügelkette Bosna inmitten des Strandscha-Gebirges. Das Dorf wurde nach dem Freiheitskämpfer (Wojwode) Indsche Wojwoda benannt, der dort einer nach Legende verwundet wurde.
Indsche Wojwoda befindet sich in der Nähe der Nationalstraße 1. Ordnung I/9, Teil der E 87, die Burgas im Norden mit der bulgarisch-türkischen Grenze bei Malko Tarnowo im Süden verbindet. Das Dorf liegt ca. 48 km südwestlich des Gemeindezentrums Sosopol und ca. 30 km südlich der Großstadt Burgas. Eine direkte Straßenverbindung zum Gemeindezentrum gibt es nicht.

## Sehenswürdigkeiten
- Kirche Heiliger Ilija, erbaut 1890 und heute Kulturdenkmal[2]
- Häuser aus der Wiedergeburtszeit (19. Jahrhundert), erbaut im typischen Strandscha-Still. 62 davon wurden zum Kulturdenkmal erklärt.
- Die Höhle Lipata – seit 2003 Naturdenkmal
- Naturschutzgebiet Kassakow wir
- Die umliegende Region ist mit thrakischen Dolmen übersät.

Am 1. August findet das Dorffest mit Öl-Ringkämpfen statt.